# Björkviken
Björkviken är en ort i Borgholms kommun i Kalmar län, belägen i Köpings socken på Öland, mellan kommunens centralort Borgholm och Köpingsvik. Vid 2015 års tätortsavgränsning hade bebyggelsen vuxit samman med Borgholms tätort.

## Befolkningsutveckling
| Befolkningsutvecklingen i Björkviken 1995–2010       | Befolkningsutvecklingen i Björkviken 1995–2010 | Befolkningsutvecklingen i Björkviken 1995–2010 | Befolkningsutvecklingen i Björkviken 1995–2010 | Befolkningsutvecklingen i Björkviken 1995–2010 |
| ---------------------------------------------------- | ---------------------------------------------- | ---------------------------------------------- | ---------------------------------------------- | ---------------------------------------------- |
|                                                      |                                                |                                                |                                                |                                                |
| År                                                   |                                                |                                                | Folkmängd                                      | Areal (ha)                                     |
| 1995                                                 | 1995                                           |                                                | 217                                            | 9                                              |
| 2000                                                 | 2000                                           |                                                | 203                                            | 11                                             |
| 2005                                                 | 2005                                           |                                                | 243                                            | 11                                             |
| 2010                                                 | 2010                                           |                                                | 208                                            | 11                                             |
| Anm.: Ny tätort 1995. Sammanvuxen med Borgholm 2015. |                                                |                                                |                                                |                                                |